# سكينة درابيل
سكينة درابيل: هي ممثلة مغربية، من مواليد مدينة بن جرير. وقد اشتهرت بدورها في السيتكوم الرمضاني «الخاوة» سنة 2017، حيث جسدت فيه شخصية «سكينة» زوجة «مصطفى» الذي قام بتشخيصه الفنان كمال كاظمي.

## أعمالها

### مسلسلات
- الخاوة
- بنكالو
- حي البهجة
- همي ولاد عمي
- وعدي
- مومو عينيا
- لمكتوب
- ولاد إيزة
- جيب داركم

### أفلام
- ألو ابتسام
- الكنز (2021)
- أنا ماشي أنا (2023)

### برامج
- رشيد شو (ضيفة شرف)
- كي كنتي كي وليتي (ضيفة)
- جزيرة الكنز (مشاركة)